# 毛豆
毛豆，即未成熟且呈青绿色，作为蔬菜食用的大豆；因全株的鮮莢80%達飽滿時，豆莢呈綠色帶有茸毛，故名「毛豆」，又稱「菜用大豆」。日本稱為，英文名有或或。
毛豆和大豆為同一種植物，毛豆是八分成熟的大豆，只是採收期不同；待毛豆成熟後，就會脫水、變小、變硬成為大豆。
因為沒有限定大豆種子是哪一品系，黃大豆、青大豆、茶大豆、黑大豆皆可，所以毛豆種皮顏色可分為黃、綠、棕、黑等4種。
毛豆豆荚和豌豆同形，但是比较硬，通常只食用豆子而不食用豆莢，而且外皮有很多细毛。1个豆荚內通常有2到3颗豆子，但也不難發現只有1個豆子或4個豆子以上的豆莢。
毛豆营养价值高，多吃有益健康。

## 食用

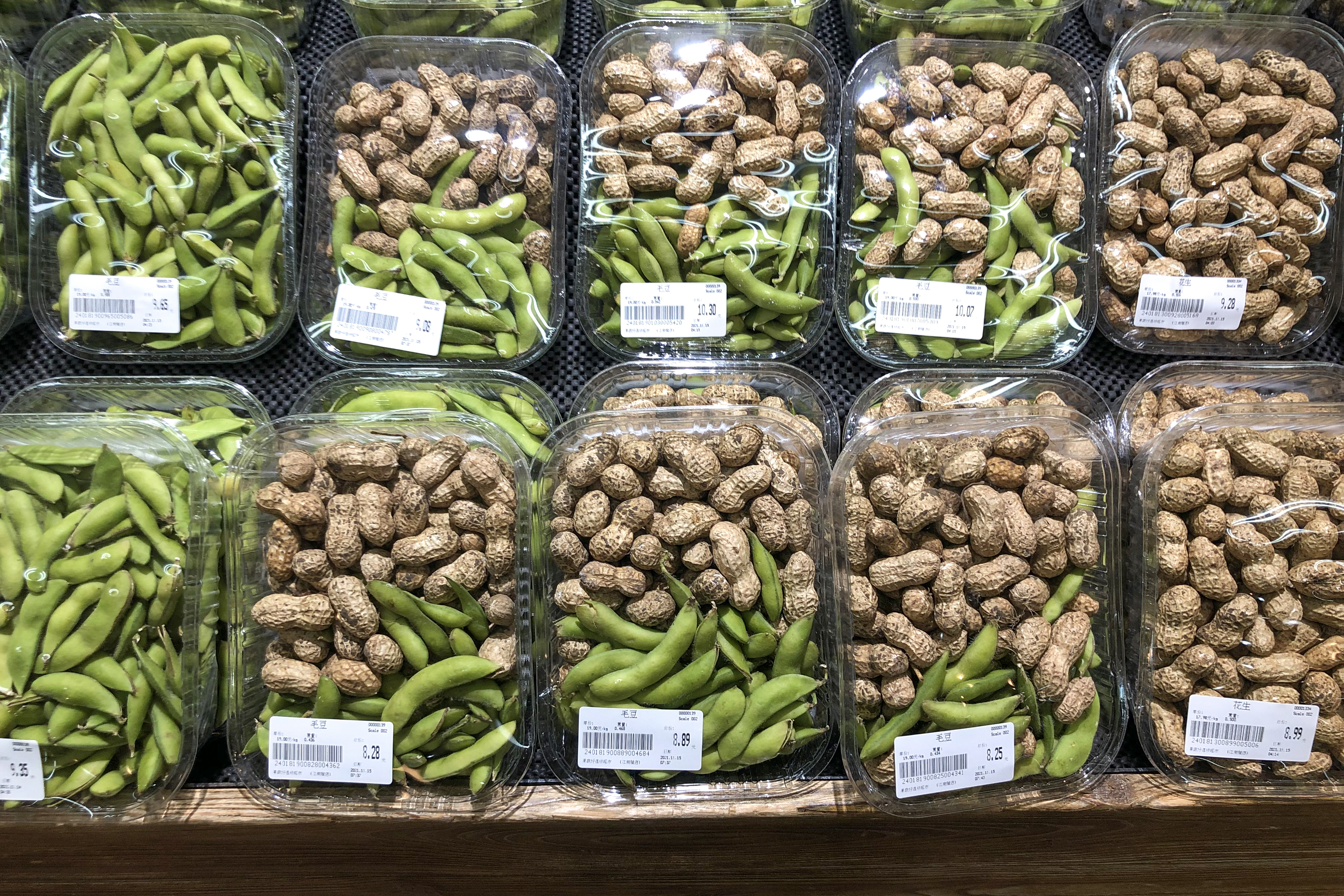
北京市一间生鲜超市销售的已配好、供顾客在家自行煮食的“花毛一体”

毛豆常见的吃法之一是用盐水煮熟，现剥现吃。这种吃法在中國、日本很常见，之後傳入夏威夷及美国，而将水煮花生与毛豆拼盘而成的下酒菜近年来受郭德纲相声影响逐渐被称为“花毛一体”。在中國的江苏、上海等地，毛豆也被制作成咸菜，客家人有一種把毛豆腌制的酸菜。毛豆是被广泛使用，例如咸菜炒毛豆、糟毛豆、芋艿毛豆等。以中秋节前后出產的毛豆品质为佳。
在日本另外會磨成毛豆泥以製作成點心或料理。

### 毛豆食品
- 毛豆漿
- 毛豆炒飯
- 毛豆丸子湯
- 毛豆肉丸子[15]
- 鹹水豆筴
- 毛豆炒蝦仁[16]
- 毛豆炒四寶
- 煸毛豆
- 毛豆豆腐
- 豆干炒毛豆仁[17]
- 毛豆玉米粽[18]
- 沙茶鮮丁[19]
- 素炒四喜[20]
- 毛豆子薑素捲[21]
- 毛豆麻糬
- 毛豆三蔬[22]
- 凉拌毛豆
- 水煮毛豆
- 五香毛豆

## 主要產地
- 法國
- 臺灣[23][24]
- 中國大陸
- 泰國
- 日本
- 越南
- 印度尼西亚

## 照片

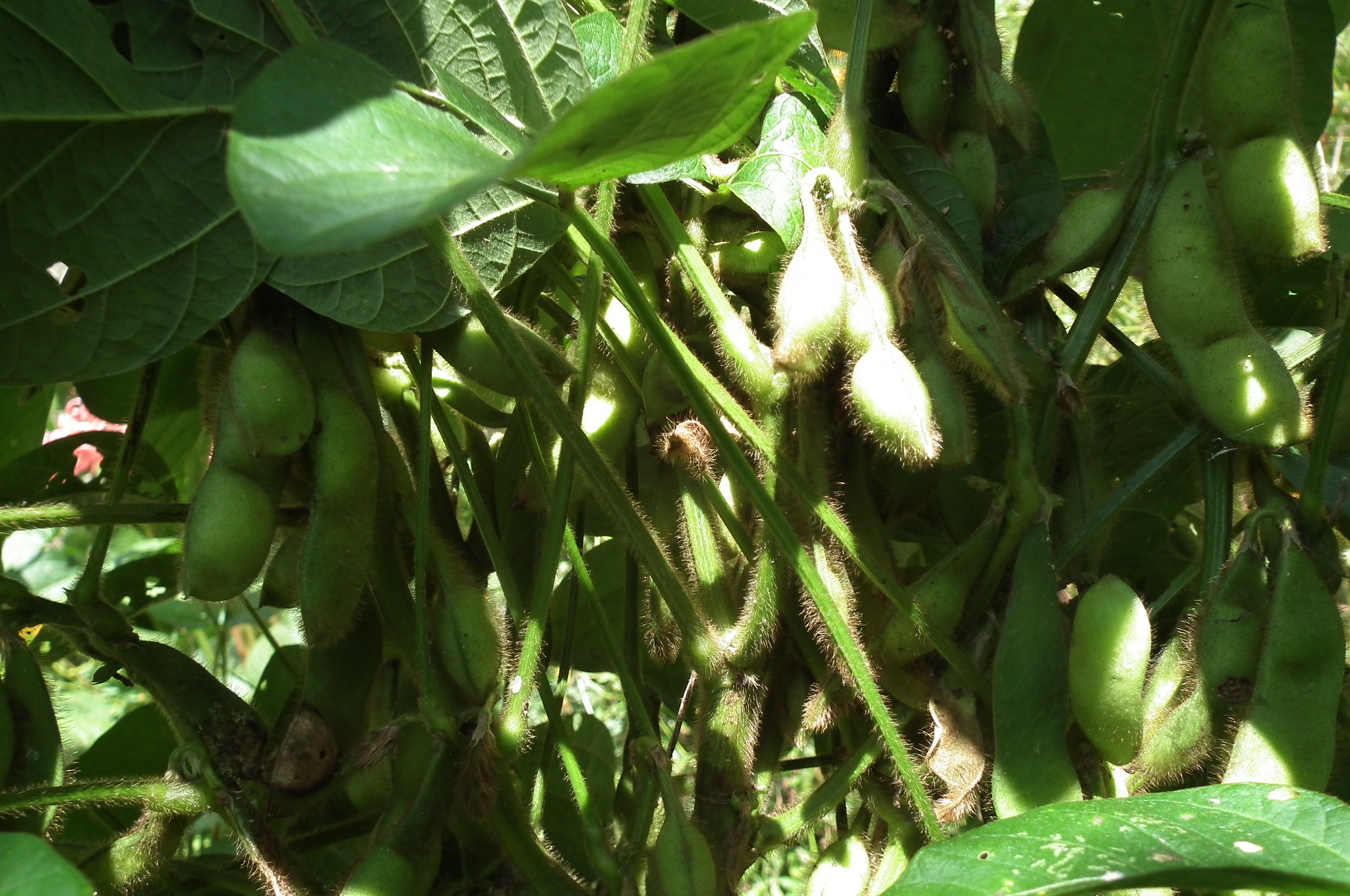
丹波黑毛豆農田
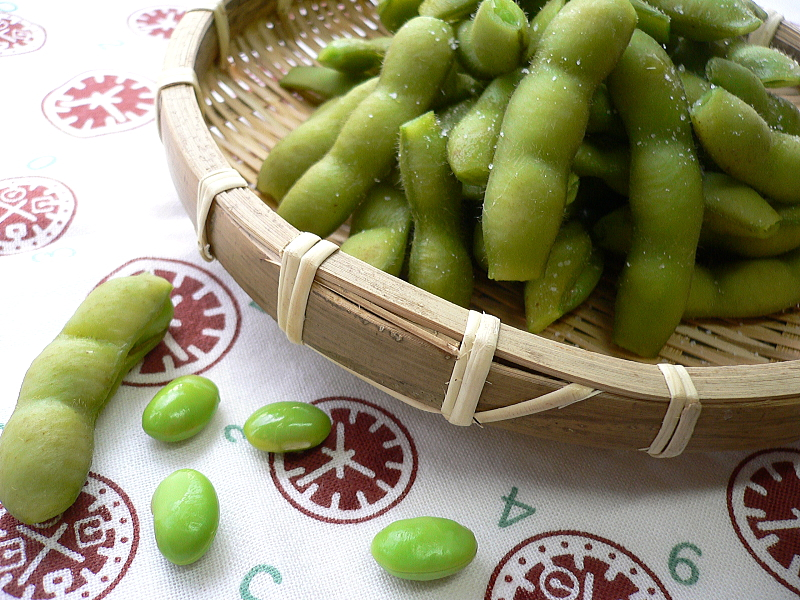
鹽漬毛豆
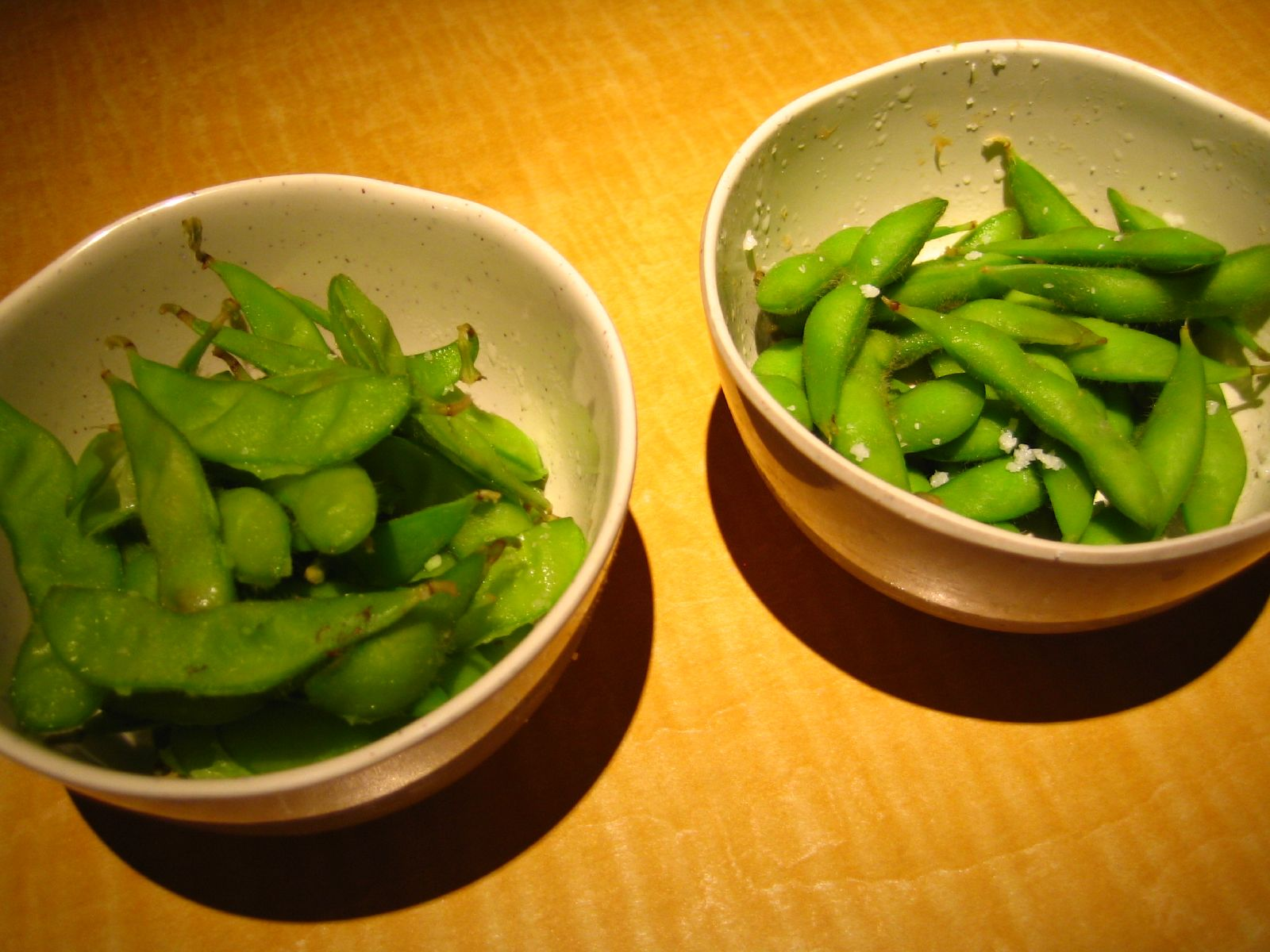
鹽水煮枝豆
鹽漬枝豆
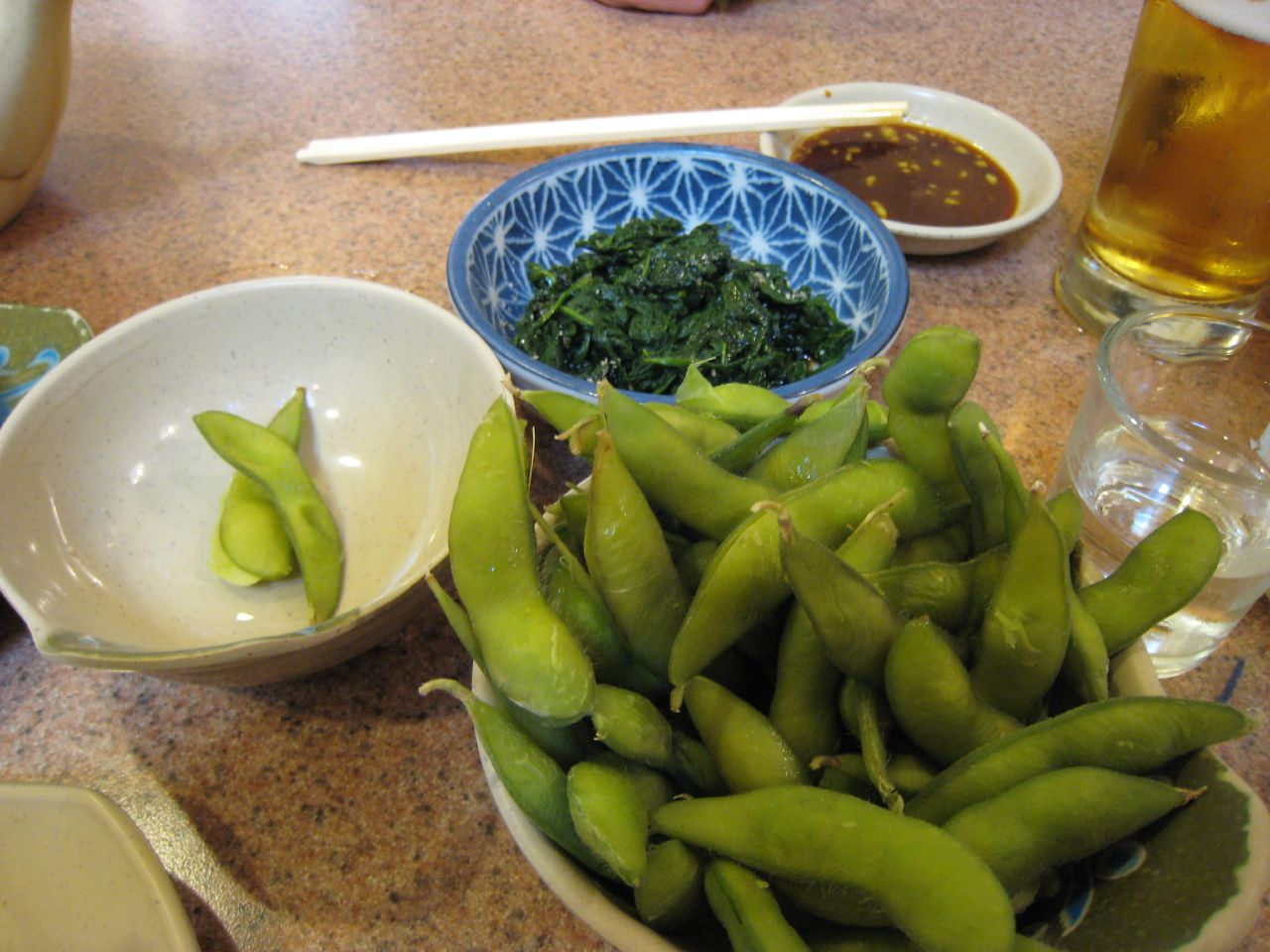
加州寿司店卖的毛豆
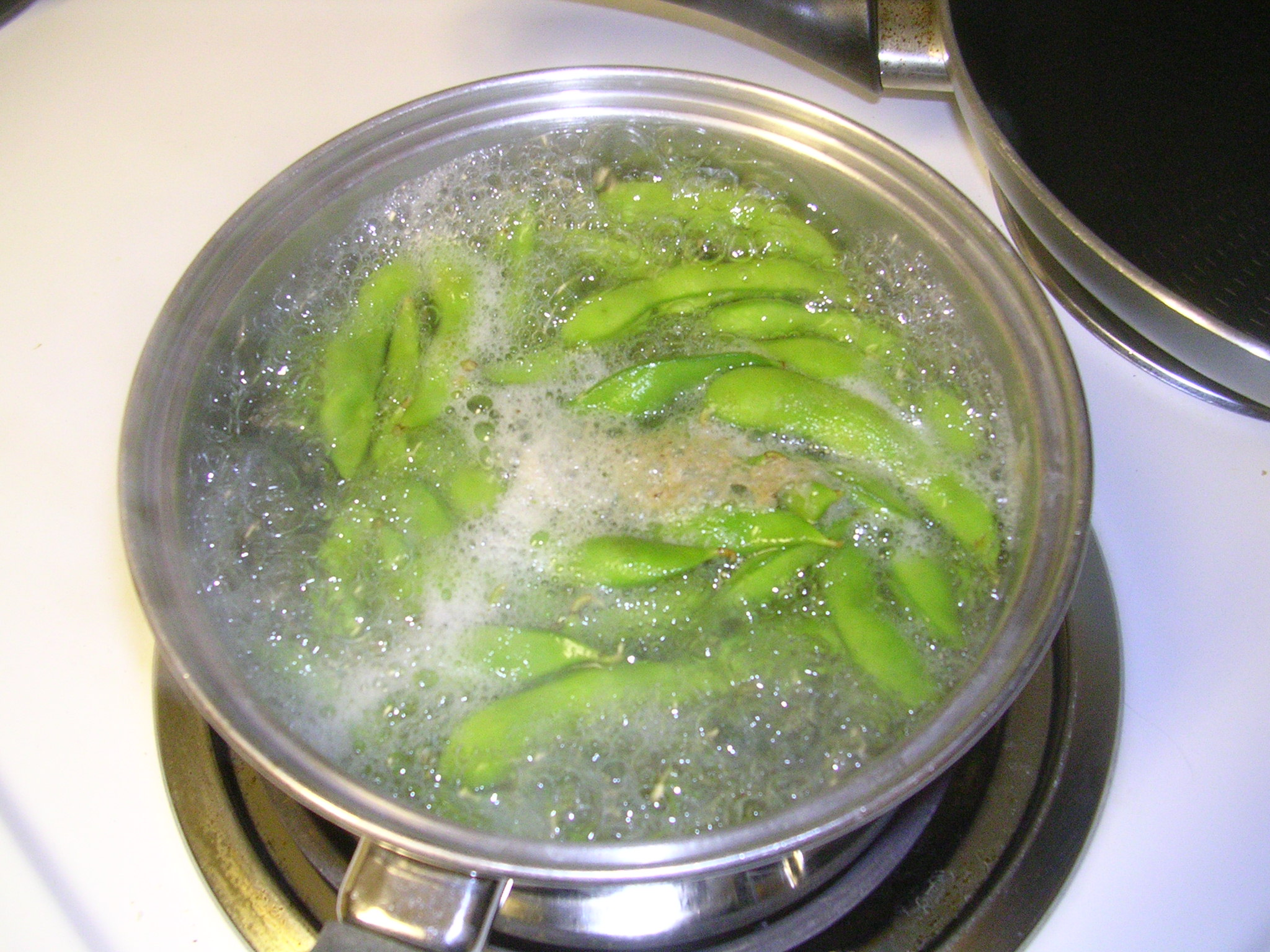
鹽水煮毛豆

## 外部連結
- 中國毛豆生產的歷史淵源與發展 （页面存档备份，存于）
- 毛豆食譜，行政院農業委員會